# 山陽薬舗
株式会社山陽薬舗（さんようやくほ）は、兵庫県に本社を置く主に医薬品・医療機器の卸売りを扱う企業であった。現在は、メディセオ・パルタックホールディングスグループの一社「クラヤ三星堂」である。

## 事業所
- 姫路市

## 沿革
- 大正9年　創業
- 昭和22年　「株式会社山陽薬輔」に商号変更
- 平成10年三星堂に吸収合併し「姫路支店」として発足

## 主な取引メーカー
- 武田薬品
- 山之内製薬
- 科研
- ミドリ十字
- 第一製薬
- 住友製薬
- ファイザー
- 協和発酵